# 1327 Namaqua
1327 Namaqua este un asteroid din centura principală, descoperit pe 7 septembrie 1934, de Cyril Jackson.